# 牽牛的夏天
『牽牛的夏天』（けんぎゅうてき かてん、チエンニウ ダ シアティエン）は、2012年に放送された中国の連続テレビドラマ。2001年に公開された韓国映画『猟奇的な彼女』のリメイクで、舞台を上海に設定している。ヒロインの大スター小夏（シアオシア）役を張檬（チャン・モン）が演じ、相手役の金牽牛（ジン・チエンニウ）役をエディ・ポンが演じた。監督は蒋家駿（ジアン・ジアジュン）が務めた。2012年5月26日から6月1日まで中国の湖南衛視（湖南衛星テレビ）で1週間毎日放送された。全28話。

## 登場人物
馬子健（マ・ズジアン、金牽牛、ジン・チエンニウ）
演 - 彭于晏（エディ・ポン）
小夏のアシスタントになる。
童小夏（トン・シアオシア）
演 - 張檬（チャン・モン）
女優。
子晶（ズジン）
演 - 叶熙祺（アンナ・ケイ）
小夏の同級生。
馬英傑（マ・インジェ）
演 - 張峻寧（チャン・ジュンニン）
鄭曉璇（ジョン・シアオシュエン）
演 - 章齢之（チャン・リンチー）
馬英傑の助手。
左小天（ズオ・シアオティエン）
演 - 韓立（ハン・リ）
沈嘉美（シェン・ジャメイ）
演 - 馮媛甄（フォン・ユエンチェン）
張勇（チャン・ヨン）
演 - 張世（チャン・シー）